# شيميزو جيروتشو
شيميزو جيروتشو (باليابانية: 清水次郎長)، من مواليد 14 فبراير، وتوفي بتاريخ 12 يونيو 1893، وهو رجل أعمال ياباني، وكان من أوائل جماعة ياكوزا اليابانية، اشتهر أيضاً بالمقامر المحترف ومؤسس جمعية خيرية في منطقة توكايدو.